# Детский санаторий (Татарстан)
Детский санаторий — посёлок в Верхнеуслонском районе Татарстана. Входит в состав Введенско-Слободского сельского поселения.

## География
Находится в западной части Татарстана на расстоянии приблизительно 15 км на запад по прямой от районного центра села Верхний Услон и представляет собой несколько массивов жилой и дачной застройки вдоль берега Куйбышевского водохранилища и в нескольких сотнях метров от берега.

## История
Основан в 1920-х годах. Базой для основания туберкулёзного детского санатория явилась Свияжская Макарьевская пустынь, закрытая в 1922 году. В 1996 году территория бывшей пустыни была передана верующим, монастырь возрождён. Вниз по берегу водохранилища расположены постройки дачного посёлка, называемого Рудник. Он также территориально относится к посёлку Детский санаторий.

## Население
Постоянных жителей было в 1926 году — 25, в 1938—148, в 1958—165, в 1970—163, в 1979—137, в 1989 — 24. Постоянное население составляло 17 человек (русские 76 %) в 2002 году, 32 в 2010.